# Catedral de Marsala
La catedral de Marsala es la catedral de la ciudad Marsala, Italia. Es el mayor templo de Marsala, perteneciente a la diócesis de Mazara del Vallo, obispado titular Diócesis Lilybaetana, sede del arcipreste y del vicariato foranial de la forania de Marsala, bajo el patrocinio de Santo Tomás Becket. También alberga la parroquia de St Thomas Becket.
Está dedicada a Thomas Becket. Esta en la Piazza della Repubblica y a la Vía Giuseppe Garibaldi. 

## Historia

### Diócesis de Lilybeo
Surgida en primera mitad del siglo II, la diócesis de Lilybaeum fue suprimida en el siglo IX en época árabe y no reconstituida en época normanda, siglo XI. Es denominada  Diócesis Lilybaetana desde 1966.

### Era bizantina - árabe
Las instalaciones de la basílica catedral están atestiguadas desde la primera mitad del siglo II hasta la supresión de la diócesis de Lilybaeum en el siglo IX.

### Era normanda
Al Idrisi, geógrafo árabe al servicio del rey Roger II de Sicilia, documenta el dominio comercial de Mazara sobre Marsala, hasta el punto de que esta última no es reconfirmada como sede de la diócesis. Debido a las incursiones árabes, la primitiva basílica paleocristiana se encontraba en condiciones precarias, por lo que es muy probable que este primer lugar de culto surgiera en el mismo lugar que la reconstrucción normanda, como atestiguan los descubrimientos.
Según la tradición, la catedral normanda fue construida hacia 1176, época en la que Tutino de Marsala gobernaba la diócesis de Val di Mazara. Para compensar a sus ciudadanos por la pérdida del obispado, elevó la Iglesia de Marsala a la dignidad de arcipreste. El edificio se alzaba sobre la Piazza Maggio, donde hoy se encuentra la puerta lateral, se desarrolló ortogonalmente a la iglesia actual durante 25 metros, ocupando más de la mitad de la actual Vía Garibaldi, probablemente con planta basilical, ábsides, capillas laterales, precedidas por un pórtico. con columnas y campanario.
La consagración del templo normando se remonta a 1173, año de la canonización del santo, y a 1189, final del reinado de Guillermo II de Sicilia y Juana de Inglaterra .

### Era aragonesa
A partir del reinado de Alfonso el Magnánimo, Marsala también fue objeto de la difusión del lenguaje artístico renacentista en la isla. En el ámbito de las artes figurativas, la cultura de las corrientes toscana-carrara y lombarda-tesicina se reflejó en el ámbito del arte figurativo. artes figurativas, es decir, el aporte de los marmolistas del norte, activos en Palermo desde mediados del siglo XV. A pesar de las difíciles condiciones económicas, la catedral normanda fue ampliada tres veces entre 1497 y 1590.
En 1497 se produce su primera ampliación, caracterizada por la construcción de una gran capilla y dos capillas laterales, una de las cuales está dedicada al culto del Santísimo Sacramento y otorgaba patrocinio a los Ministros, la cofradía laica formada por herreros, sastres, zapateros y carpinteros. Gracias a la generosidad de ciudadanos privados, pertenecientes a las filas militares y civiles, como el caballero y capitán de justicia Giulio Alazaro, los nobles Pietro di Anello y Antonio La Liotta, o de las hermandades laicas de los trabajadores, la iglesia madre se enriquece con obras maestras escultóricas dei Gagini, Berrettaro, Mancino, Di Battista.
En 1590 se deduce en parte de la descripción de Gioacchino di Marzo, concretamente en referencia a las obras de remodelación de la Capilla del Santísimo Sacramento. Para darle la connotación barroca actual a la base del altar con la inserción del frontal de plata, se quitaron cuatro figuras de la parte inferior del artefacto para luego insertarlas en las paredes laterales internas entre adornos de estuco. Esta obra de desmontaje parcial, montaje y decoración plástica en estuco se atribuye a Orazio Ferrero da Giuliana, quien enriqueció la arquitectura del entorno con la figura de Dios Padre en la bóveda.
En época borbónica, en la primera mitad del siglo XVIII, está documentada la intervención del arquitecto trapani Giovanni Biagio Amico para la renovación de las cubiertas.

### Era contemporánea
En 1893 la cúpula se derrumbó y fue cerrada a los fieles por razones de seguridad. Reabrio al público diez años después con un techo temporal.
En 1950 la cúpula fue reconstruida, siendo esta renovada recientemente en 2016.

## Estilo arquitectónico
La Iglesia Madre de Marsala en dialecto llamada Matrice (también Madrice) es una iglesia sobre de planta basílical con  una fachada catedralicia.

### Externior
El primer orden de la fachada (parte inferior) es de estilo barroco, mientras que el segundo orden (la parte superior) de la misma y el campanario en el que se terminaron cien años después de finalizar la construcción es de estilo Rococó.

### Interior
El interior de la Iglesia es de estilo normando, especialmente el altar mayor, algunos detalles de las capillas y también de estilo barroco.

## Nave izquierda
- Primer tramo: Capilla de San Juan Nepomuceno . En la pared el lienzo que representa a San Juan Nepomuceno en apoteosis, protector de los confesores. Sobre la mesa se encuentra la estatua de madera del siglo XVIII de Sant'Eligio, protector de los herreros y herreros. A los lados dos frescos sobre el tema de la Confesión . Capilla patrocinada por los trabajadores de herreros y herreros.
- Segundo tramo: Capilla de los Santos Simón y Judas . Los toneleros encargaron un lienzo de estilo gótico tardío dedicado a la estatua de madera de la Virgen de Portosalvo de 1593,[3] protectora de los marineros, el cuadro de los santos Simón y Judas y en el lado izquierdo de la capilla se encuentra la estatua de San Miguel Arcángel . En el interior de la capilla hay dos frescos votivos: la Virgen salvando el barco en peligro a la izquierda y una vista del puerto de Marsala a la derecha que domina el sarcófago de Giulia Ventimiglia, procedente de la iglesia de la Madonna della Cava.[3] Capilla patrocinada por la maestría de los toneleros.
- Tercer tramo: Capilla de los Cuatro Santos Coronados. En el altar se encuentra el lienzo con los Cuatro Santos Coronados, protectores de los albañiles y canteros, Severo, Severino, Carpóforo y Vittorino, martirizados en Roma bajo Diocleciano en el siglo XIII. La capilla también alberga un pequeño lienzo que representa las almas del Purgatorio y la Virgen entre dos santos y dos estatuas en los nichos laterales: un Ecce Homo de madera y un San José de madera. Capilla patrocinada por los maestros artesanos de los muros desde 1699.
- Cuarto tramo: entrada lateral desde vía Garibaldi. Pila de agua bendita en mármol blanco de Carrara, atribuida a Domenico Gagini de 1474.
- Quinta bahía: Capilla de los Pescadores o Capilla Pascasino . Sobre el altar se colocó la estatua de yeso de la Madonna della Provvidenza o Madonna del Buon Consiglio, mutilada hasta el punto de que una pintura sobre lienzo perpetúa su memoria. En el siglo XX la capilla estaba dedicada a Pascasino, obispo de Lilybaeum, por su importancia en la historia del cristianismo. Sobre el altar de mármol y cristal hay un cuadro realizado en 1979, un fresco del pintor Carlo Montarsolo, que representa a Pascasino, un hombre de fe muy estimado y admirado por el Papa León Magno por sus cualidades morales y espirituales. En un edículo en la pared izquierda hay una estatua de madera de San Biagio . Capilla patrocinada por la Cofradía de Pescadores.
- Sexto tramo: Capilla de Nuestra Señora del Rosario, antigua Capilla de Pentecostés. La capilla toma su nombre del grupo de madera de la Virgen del Rosario representada con San Domenico y Santa Caterina da Siena procedente de la iglesia de San Domenico. El título original está representado por un lienzo del siglo XVII que representa Pentecostés. El altar de madera y vidrio pintado, producto típico de la artesanía local, data del siglo XIX. Dos paneles representan a San Pascasino y San Gregorio, obispos de Lilybaeum, y dos ángeles de mármol (1934) de Galleni di Viareggio del altar mayor completan el espacio.
- Séptimo tramo: Capilla de la Santísima Trinidad . En el altar se encuentra el cuadro que representa a los Santos Carmelitas arrodillados ante la Trinidad del siglo XVIII entre las pinturas de los Cuatro Carmelitas y la Virgen con los Santos Carmelitas . Altar de mármol creado por Michele Giacalone y sus alumnos en 1959, el escultor Luigi Santifaller de Ortisei creó la estatua de la Virgen del Carmelo en 1960.

## Crucero derecho
- Ábside derecho: Capilla de la Madonna del Soccorso o Cappella Liotta . En el altar la estatua de mármol de la Madonna del Soccorso o Madonna della mazza de Giuliano Mancino.[4] El escultor, con la colaboración de Bartolomeo Berrettaro, es el autor de la primitiva capilla noble formada por artefactos de mármol realizados entre [1490c. y 1512, compuesto por la tumba del cliente Antonio La Liotta † 1512 con una representación de un hombre mentiroso, un perro y representaciones de las Virtudes (Fe, Justicia, Templanza, Prudencia, Fortaleza y Piedad), y otros dos entierros. El noble Girolamo La Liotta † 1599, cuya familia se encargaba del patrocinio de la Capilla de la Madonna del Soccorso y un conjunto † 1600. En las paredes hay pinturas que representan a Sant'Antonio Abate y Pascasino ante la Trinidad y a Sant'Antonio Abate con el Niño Jesús.
  - Transepto derecho: Capilla de la Purificación. El lienzo representa la Purificación de María en el Templo de Antonello Riccio de 1593. El lienzo fue donado por el arzobispo de Messina Antonio Lombardo, ciudadano de Marsala, donde está representado el propio cliente en actitud orante, un cuadro inspirado en la obra de Girolamo Alibrandi. De la iglesia del Carmine procede la estatua de la Virgen con el Niño o Virgen del Popolo de Domenico Gagini del año 1490.[5] A la derecha, el sarcófago de tina estilo Miguel Ángel de Lombardo † 1595.

## Crucero izquierdo
- Ábside izquierdo: Capilla del Santísimo Sacramento. La construcción de la capilla fue patrocinada por los cuatro trabajadores: carpinteros, sastres, herreros y zapateros y se caracteriza por las figuras de los santos patrones de las cuatro artes. Una primera fase, entre 1518] y 1530, supone la creación de un estuche sacramental de mármol encargado a Bartolomeo Berrettaro con la colaboración de Giuliano Mancino, artistas ya presentes en la fábrica de la catedral con diversas obras. Tras la disolución de la sociedad con este último, la creación de la custodia corrió a cargo de los hermanos Berrettaro. En 1524, tras la muerte de Bartolomeo, la carga de completar y entregar definitivamente la custodia pasó a su hermano Antonino Berrettaro . El sagrario debe presentar el relieve del Cáliz y Hostia delimitados por las representaciones de la Anunciación y la Crucifixión de Jesús sobre la figura de Dios Padre. Con la muerte de Antonino Berrettaro se inició una segunda fase de obras, entre 1530 y 1532, que incluyó la finalización de las obras iniciadas y la construcción de un altar con arco, realizada por Antonello Gagini y su hijo Giandomenico . Alrededor de la vitrina así definida se colocarán los doce paneles con los relatos de la Pasión de Jesús ( La Última Cena, el Huerto de Getsemaní, el Beso de Judas, la Flagelación ), los dos círculos colocados en la parte superior con los bustos de los profetas Daniel y Jeremías, en la predela Cristo y los doce Apóstoles . Presentan las figuras de los Cuatro Evangelistas, San José, Santos Crispín y Crispiniano, San Juan Bautista y San Miguel Arcángel, San Eligio y Santa Oliva, serafines, huestes de ángeles y decoraciones del aparato. [6][7] El altar está hecho de una mezcla de mármol siciliano y alberga dos preciosos artefactos de plateros sicilianos: el frontal y el tabernáculo.
  - Transepto izquierdo: se encuentra la estatua del Sagrado Corazón y un lienzo de estilo barroco que representa a los Santos Pedro y Pablo. En la sala se encuentra la tumba del obispo de Nemesi Isidoro Spanò.

### Ábside
- Ábside: presbiterio y altar mayor.

A los lados del ábside, apoyada en los pilares, la estatua de mármol de San Vincenzo Ferreri de 1554 realizada por Giacomo Gagini (antiguamente en la iglesia de San Domenico, luego en la iglesia de la Madonna della Cava donde sufrió daños por los bombardeos del 11 de mayo de 1943), y de San Tommaso Apostolo de 1516, encargado por Pietro di Anello, con relieves que representan a los clientes y el escudo con las armas de la familia, obra de Antonello Gagini.
En el ábside hay una pintura sobre lienzo que representa el Martirio de Santo Tomás Becket de 1656 de Leonardo Milazzo . El órgano monumental construido en 1915 por Michele Polizzi de Modica y el altar de mármol de 1929, obra del artesano de Marsala Michele Giacalone, creación del altar litúrgico en 1981. El monumental coro de madera con incrustaciones y ocho asientos a cada lado data del siglo XIX. El Crucifijo de la iglesia de Santo Stefano y los dos grandes candelabros de madera del altar datan del siglo XVIII.

## Galería de imágenes

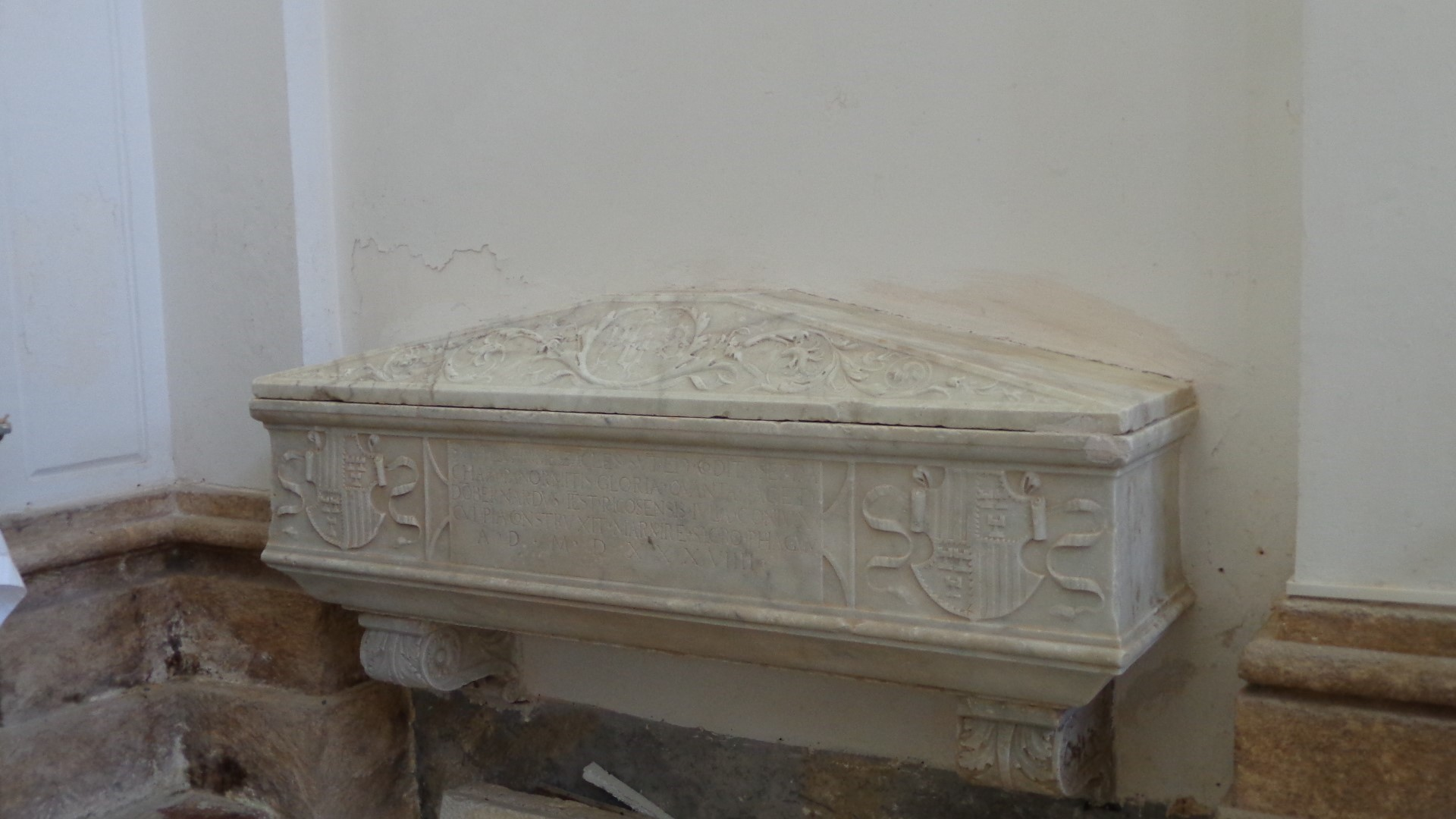
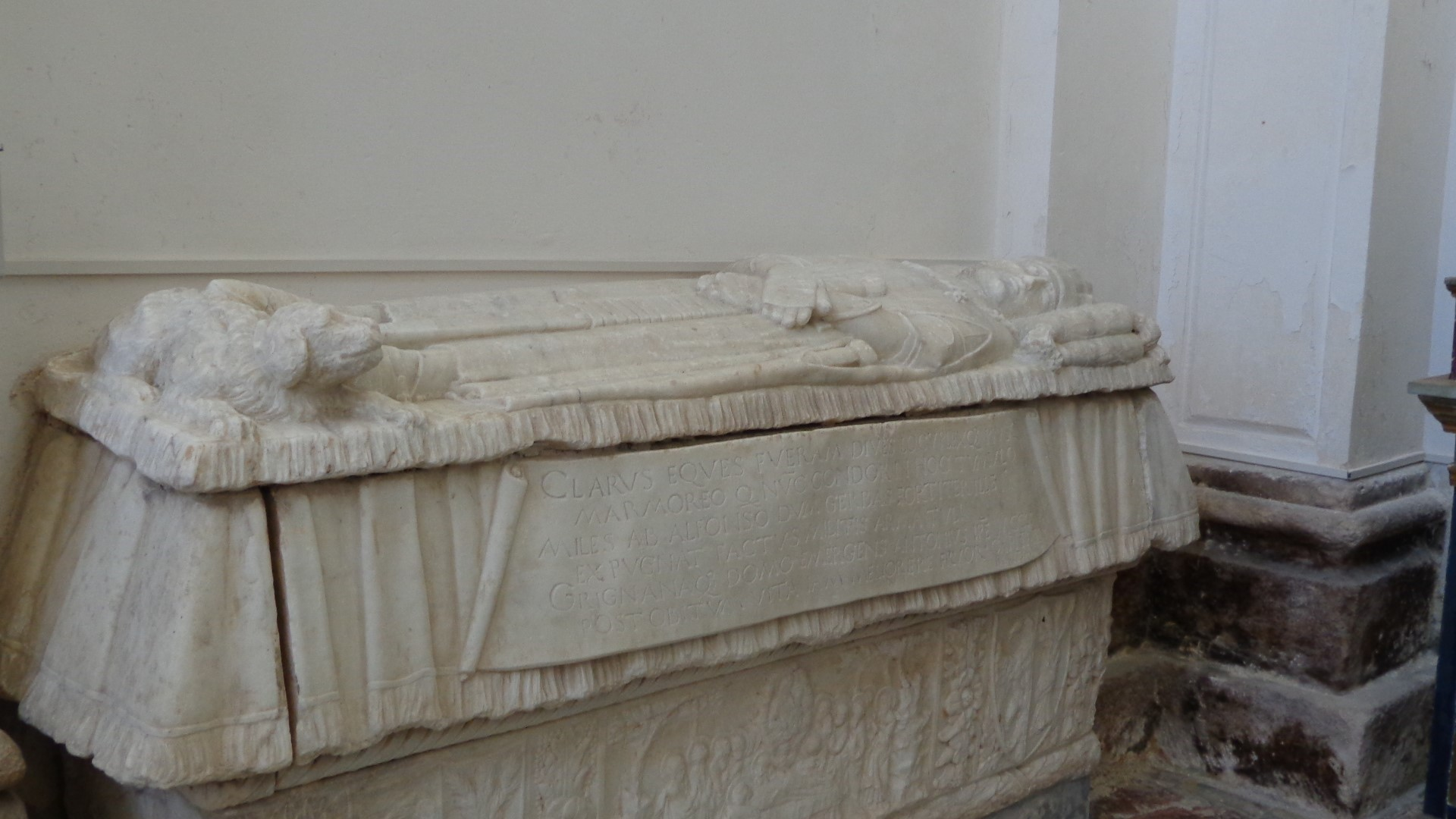
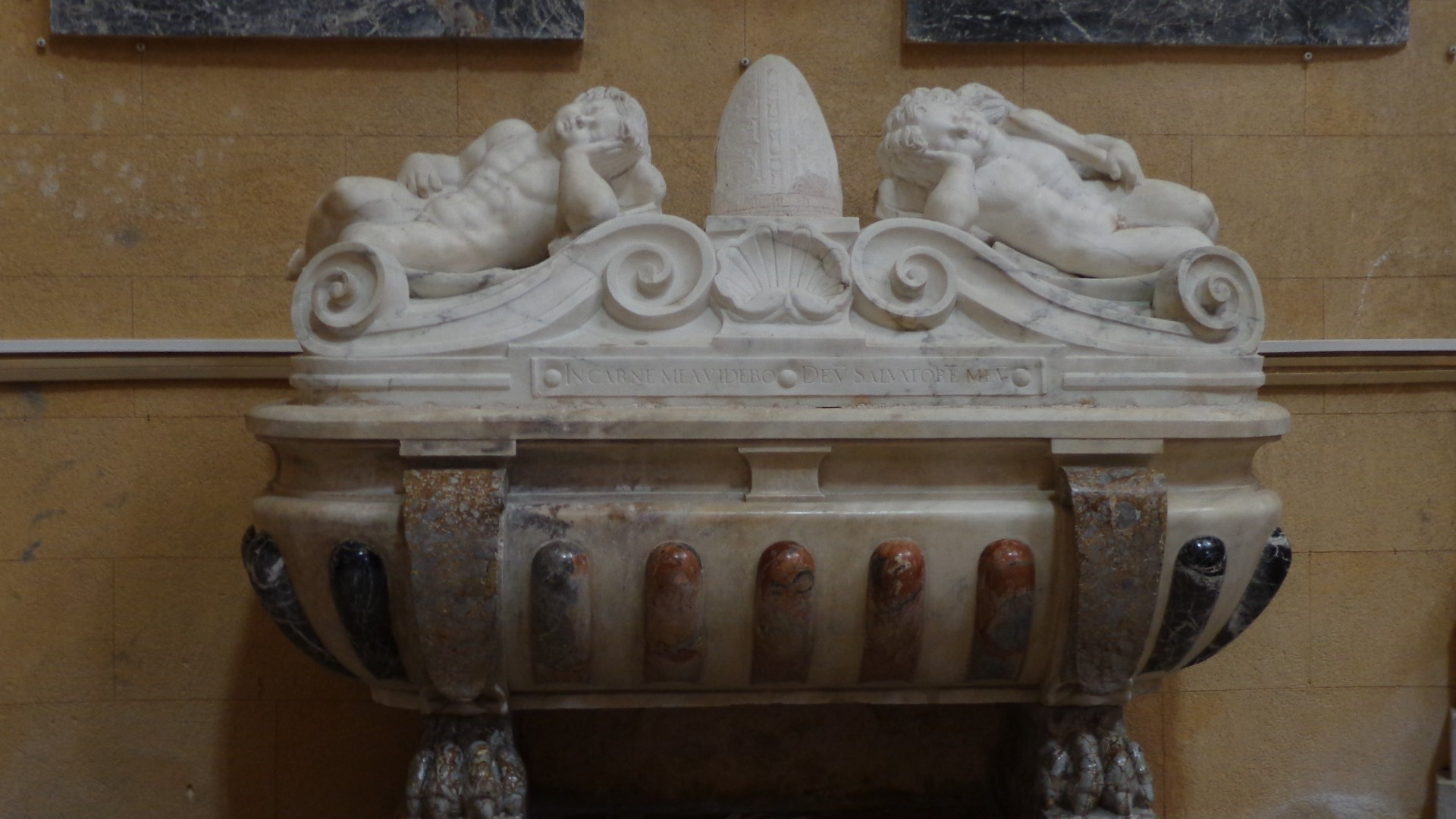
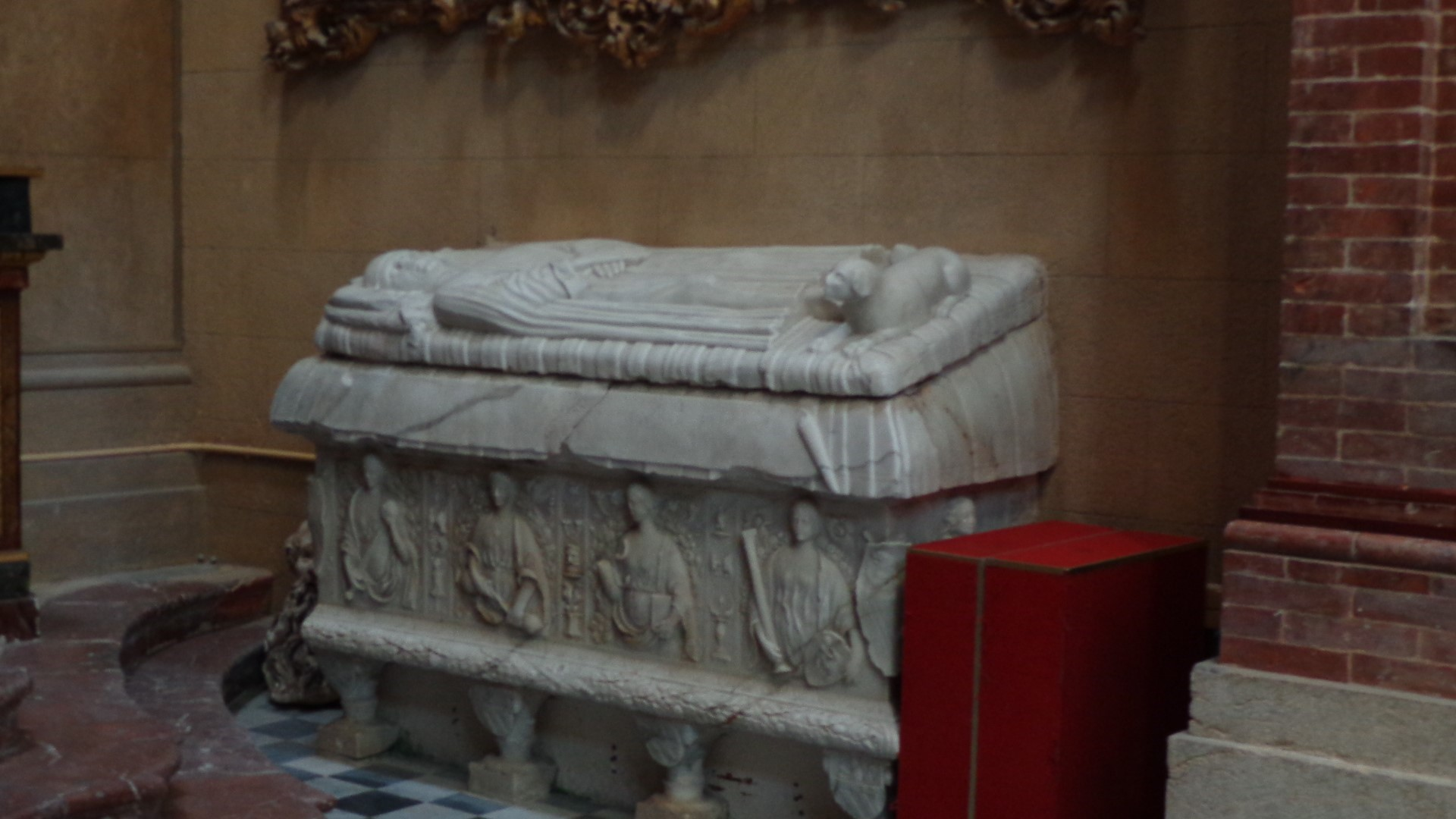
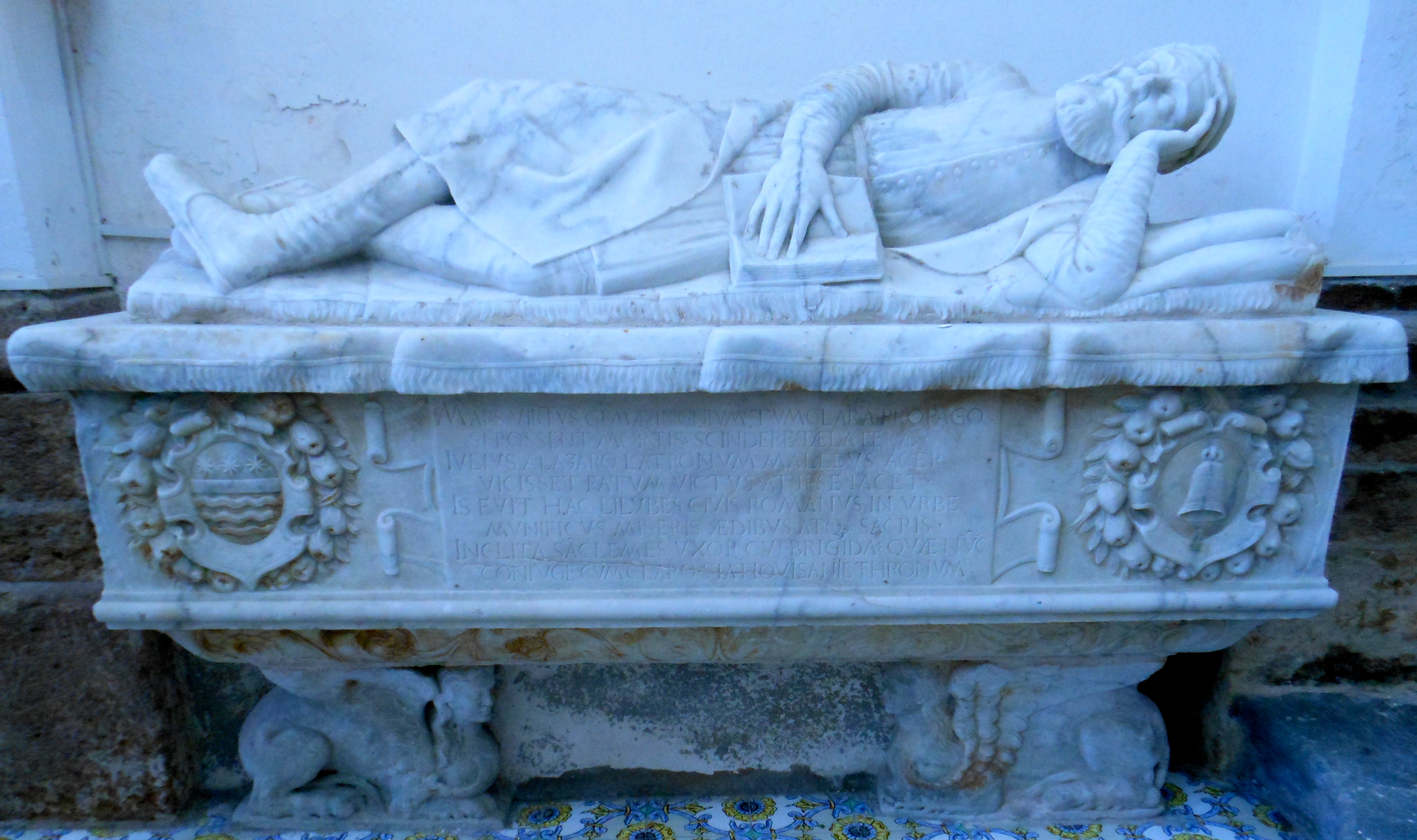
Monumento funerario de Giulio Lazzara y Brigida Sanclemente, diseñado porAntonino Gaggini